# Gouvernement de l'Angola
Le Gouvernement de l'Angola (en portugais : Governo da República de Angola) est le principal organe exécutif de l'Angola. Depuis la Constitution de 2010, il est présidé par le Président de la République.

## Organisation

### Conseil des ministres
Il rassemble le Vice-président, les ministres d'état et les ministres.